# Blades of Steel
Blades of Steel is een videospel. Het spel werd ontwikkeld en uitgebracht in 1987 door Konami als arcadespel. Een jaar later kwam het spel uit voor de Nintendo Entertainment System. Nog later volgde ook versies voor andere platforms, zoals de Commodore 64, Amiga, DOS en Virtual Console.

## Releases
| Jaar | Platform            |
| ---- | ------------------- |
| 1987 | Arcade              |
| 1988 | NES                 |
| 1990 | Amiga, C64, DOS     |
| 1991 | Gameboy             |
| 1997 | Wii Virtual Console |

## Ontvangst
| Beoordeeld door                 | Platform | Datum            | Score |
| ------------------------------- | -------- | ---------------- | ----- |
| Génération 4                    | Game Boy | november 1991    | 90%   |
| NES Times                       | NES      | 11 februari 2009 | 90%   |
| HonestGamers                    | NES      | 17 mei 2013      | 90%   |
| Super Power (Sweden)            | NES      | december 1994    | 87%   |
| NES Archives                    | NES      | 4 juni 2008      | 83%   |
| Mean Machines                   | NES      | december 1990    | 79%   |
| Power Play                      | NES      | augustus 1989    | 76%   |
| Just Games Retro                | NES      | 22 juli 2001     | 67%   |
| ASM (Aktueller Software Markt)  | Game Boy | november 1991    | 67%   |
| Electronic Gaming Monthly (EGM) | Game Boy | november 1991    | 60%   |